# Asedio de Edo
En el 1524 el Asedio de Edo, también conocido como la Batalla de Takanawahara (高輪原の戦い?), el Clan Go-Hōjō, liderado por Hōjō Ujitsuna, asedió el Castillo Edo.
El castillo estaba siendo defendido por Uesugi Tomooki. Edo se convirtió años más tarde en la metrópoli japonesa de Tokio, pero en ese entonces no era más que una villa de pescadores en la Región de Kantō.
Ansioso por repeler a los atacantes, Uesugi Tomooki lideró a sus guerreros fuera del castillo para enfrentar al clan Hōjō en batalla en el cruce del río  Takanawa. Sin embargo, Ujitsuna lideró a sus hombres por detrás de las fuerzas de Uesugi y los atacó por la retaguardia. Retirándose de regreso a su castillo, Tomooki encontró que el comandante de su guarnición, Ōta Suketaka, lo había traicionado y le había abierto las puertas a los Hōjō.
Esta batalla marcaría el comienzo de diecisiete años de luchas entre los clanes Hōjō y Uesugi por el dominio de Kantō.